# William Weidersjö
William Gabriel Weidersjö (thailändisch วิลเลี่ยม แกเบรียล เวเดอร์เฌอ, * 10. Juni 2001 in Älvsjö) ist ein schwedisch-thailändischer Fußballspieler.

## Karriere

### Verein
William Weidersjös erste Station war die Jugendmannschaft von Älvsjö AIK im schwedischen Stockholm. Im Januar 2017 wechselte er in die Jugend vom ebenfalls in Stockholm beheimateten Enskede IK. Die erste Mannschaft spielte in der dritten Liga, der Division 1. Hier absolvierte er als Jugendspieler zwei Drittligaspiele. Am Ende der Saison stieg der Verein in die vierte Liga ab. Von April 2019 bis August 2019 spielte er in der Jugend von Nyköpings BIS in Nyköping. Die erste Mannschaft spielte ebenfalls in der dritten Liga. Hier kam er auf einen Drittligaeinsatz. Anschließend spielte er in den Jugendmannschaften vom IFK Haninge und Hammarby IF. Seinen ersten Vertrag unterschrieb er am 1. Januar 2021 beim Stockholmer Drittligisten Hammarby Talang FF. Hier kam er im Jahr 2021 auf 27 Einsätze. Im Januar 2022 ging er nach Thailand, wo er einen Vertrag beim Port FC unterschrieb. Der Verein aus der Hauptstadt Bangkok spielt in der ersten thailändischen Liga. Sein Erstligadebüt für Port gab er am 19. Februar 2022 (21. Spieltag) im Auswärtsspiel gegen Buriram United. Hier wurde er in der 81. Minute für den südkoreaner Go Seul-ki eingewechselt. Buriram gewann das Spiel 2:1. Im Dezember 2023 wechselte er auf Leihbasis zum Ligakonkurrenten Uthai Thani FC. Für den Verein aus Uthai Thani bestritt er zehn Ligaspiele. Nach der Ausleihe wurde er von Uthai Thani Mitte Juli 2024 fest unter Vertrag genommen.

### Nationalmannschaft
William Weidersjö spielte 2022 viermal in der U23-Nationalmannschaft von Thailand und erzielte dabei zwei Treffer. Sein Debüt in der thailändischen Nationalmannschaft gab er am 10. September 2024 in einem Freundschaftsspiel gegen Vietnam. Im Oktober 2024 nahm er mit der Mannschaft am heimischen King’s Cup 2024 teil. Bem 3:1-Halbfinalerfolg gegen die Philippinen im Tinsulanon Stadium von Songkhla wurde er in der 89. Minute für Chanathip Songkrasin eingewechselt. Im Endspiel am 14. Oktober 2024 im gleichen Stadion besiegte man das Team aus Syrien mit 2:1.

## Erfolge

### Nationalmannschaft
Thailand
- King’s Cup: 2024